# Saint-Bray
Pour les articles homonymes, voir Chantal et Bray.
Saint-Bray (nom de plume de Marie-Madeleine Chantal, née le 12 janvier 1905 à Paris et morte le 29 décembre 1991 à Guéthary) est une auteure française de romans sentimentaux, parus principalement aux éditions Tallandier. Elle obtient le prix du Roman populaire en 1958 pour Inez-de-la-nuit (ex aequo avec Denise Noël) et utilise également le pseudonyme d'Olga Osma pour Stéphanie des Tropiques en 1975.

## Œuvre

### Sous son véritable nom
- Misère Du Cid - Récit Historique, Seuil, 1938
- Cap à l'Ouest, Éditions Jean-Renard, 1944
- La passante, Ariane, 1946
- Amisola, Plon, 1948
- Au bout du chemin, Éditions de Flore, 1949
- La voie brûlée, Plon, 1949
- Rue du Puits-amer, Éditions Aimé Brachet, 1954
- Clameurs à Caracas, Gallimard, 1966
- Les amants de Tanger, Gallimard, 1967

### Sous son pseudonyme
- Minuit, 1952
- Le miroir vénitien, 1952
- L'amour au bois-dormant, 1953
- La préférée, 1954
- Lourd est mon cœur, 1954
- Parce que je vous aime, 1955
- Fontaine d'amour, 1955
- N'importe où, Collection La Frégate, no 112, Maison de la Bonne Presse, 1955
- Dorothée, 1956
- Autant en emporte l'amour, 1956
- Elles, 1956
- La sonate passionnée, 1956
- Adieu, chérie..., 1956
- Le passant, 1957
- L'ange-gardien, 1957
- Les eaux et l'oubli, 1957
- L'île de solitude, 1957
- Jusqu'à la fin du monde, 1957
- Routes dangereuses, 1957
- L'éventail des mers, 1958
- Inez-de-la-Nuit, 1958
- C'était écrit, 1958
- Tous mes vœux, Ariane, 1959
- Marie-Soleil, 1959
- Quitte ou double, 1959
- Ce fol amour, 1960
- Vertige, 1961
- Bonjour gaité, 1961
- On ne sait jamais, 1961
- Ne me quittez pas, 1962
- La folle équipée, 1962
- Faible Annabel, 1962
- Au péril de son cœur, 1963
- La joie difficile, 1963
- Je vous attends, 1963
- Sans toi, 1964
- Il faut toujours choisir, 1964
- Trop belle Patricia, 1965
- Le dernier virage, 1965
- Toute la vérité, 1965
- Magie verte, 1966
- Clameurs à Caracas, 1966
- Le tout pour le tout, 1967
- Carrefour des épaves, 1967
- Les amants de Tanger, 1967
- Passionnément, 1968
- Et si c'était vrai ?, 1968
- Bonheur du jour, 1968
- Sous les masques, 1969
- Leurs secrets, 1969
- Enfin l'aurore, 1970
- Brise-cœurs, 1971
- Le dernier rendez-vous, 1971
- Poursuite à Macao, 1972
- Le feu qui les dévore, 1972
- Le diable au cœur, 1973
- Nuits secrètes, 1973
- Quand vient l'orage, 1974
- Proies vives, 1975
- Cendres chaudes, 1976
- L'ombre des doutes, 1976
- La préférée, 1977
- L'ardente rencontre, 1977
- Les pièges de la nuit, 1978
- Fontaine d'amour, 1978
- Les portes de l'amour, 1979
- Ils s'étaient dit : je t'aime, 1979
- Les anneaux du bonheur, 1980